# Хосе Марія Нуньєс
Хосе Марія Нуньєс (ісп. José María Núñez, нар. 22 січня 1952, Толоса) — іспанський футболіст, що грав на позиції захисника. Виступав, зокрема, за клуб «Атлетік Більбао», а також збірну Країни Басків. Дворазовий чемпіон Іспанії. Володар Кубка Іспанії. Володар Суперкубка Іспанії з футболу.

## Клубна кар'єра
У професійному футболі Хосе Марія Нуньєс дебютував 1971 року виступами за команду «Більбао Атлетік», в якій грав до 1973, взявши участь у 52 матчах чемпіонату. У 1973 році футболіст перейшов до головної команди клубу «Атлетік Більбао», у складі якої грав до 1976 року, коли клуб віддав гравця в оренду до клубу «Спортінг» (Хіхон). У 1978 році Нуньєс повернувся до клубу «Атлетік Більбао», де повернув собі місце в основному складі команди, та грав у її складі до 1986 року. У складі команди футболіст двічі ставав чемпіон Іспанії, та був володарем Кубка Іспанії та Суперкубка Іспанії з футболу. Завершив ігрову кар'єру Нуньєс у команді «Сестао Спорт», за яку виступав протягом 1986—1988 років.

## Виступи за збірну
У 1980 році Хосе Марія Нуньєс провів свою єдину гру у складі збірної Країни Басків.

## Титули і досягнення
- Чемпіон Іспанії (2):

«Атлетік Більбао»: 1982–1983, 1983–1984
- Володар Кубка Іспанії (1):

«Атлетік Більбао»: 1983–1984
- Володар Суперкубка Іспанії з футболу (1):

«Атлетік Більбао»: 1984